# Charles Noel, I conte di Gainsborough
Charles Noel, I conte di Gainsborough (2 ottobre 1781 – 10 giugno 1866) è stato un nobile e politico inglese.

## Biografia
Gainsborough era il figlio maggiore di Sir Gerard Noel, figlio di Gerard Anne Edwardes, figlio illegittimo di Lord Anne Hamilton, figlio minore di James Hamilton, IV duca di Hamilton. Sua nonna paterna era Lady Jane, figlia del Baptist Noel, IV conte di Gainsborough. La madre di Gainsborough era Diana, figlia dell'ammiraglio Charles Middleton, I barone Barham. Suo padre succedette a suo suocero come secondo baronetto della marina nel 1838 e sua madre succedette a suo padre come baronessa Barham nel 1823. Nel 1798, alla morte di Henry Noel, VI conte di Gainsborough (alla cui morte si estinse la contea), Gainsborough e il resto della famiglia assunsero grazie a una licenza reale il cognome Noel al posto del suo cognome.

## Carriera
Gainsborough succedette a suo padre come deputato al Parlamento per Rutland nel 1808, un seggio che mantenne fino al 1814. Nel 1823 succedette a sua madre nella baronia di Barham ed entrò nella Camera dei lord, e nel 1838 riuscì anche a succedere suo padre come baronetto. Nel 1841 fu creato conte di Gainsborough, un titolo detenuto dai suoi antenati.

## Matrimoni

### Primo Matrimonio
Sposò, il 1 luglio 1809, Elizabeth Welman (?-1 dicembre 1811), figlia di Thomas Welman. Non ebbero figli.

### Secondo Matrimonio
Sposò, il 13 maggio 1817, Elizabeth Gray (?-20 settembre 1818), figlia del capitano George Grey, I baronetto di Fallodon. Ebbero un figlio:
- Charles Noel, II conte di Gainsborough (5 settembre 1818-13 agosto 1881)

### Terzo Matrimonio
Sposò, il 29 giugno 1820, Arabella Hamlyn-Williams (1793-4 ottobre 1829), figlia di Sir James Hamlyn-Williams. Ebbero quattro figli:
- Lady Mary Arabella Louisa Noel (16 marzo 1822-27 giugno 1883), sposò Sir Andrew Agnew, ebbero tredici figli;
- Gerard James Noel (28 agosto 1823-19 maggio 1911), sposò Lady Augusta Lowther, ebbero due figli;
- Henry Lewis Noel (30 novembre 1824-7 giugno 1898), sposò Emily Elizabeth Noel, ebbero sei figli;
- Lady Catherine Hamilton Noel (29 settembre 1829-9 marzo 1855), sposò James Carnegie, IX conte di Southesk, ebbero quattro figli.

### Quarto Matrimonio
Sposò, il 25 luglio 1833, Lady Frances Jocelyn (20 novembre 1814-12 maggio 1885), figlia di Robert Jocelyn, III conte di Roden. Ebbero due figli:
- Roden Berkeley Wriothesley Noel (27 agosto 1834-26 maggio 1894), sposò Alice Maria Caroline de Broe, ebbero tre figli;
- Lady Victoria Noel (1 luglio 1939-8 agosto 1916), sposò Sir Thomas Buxton, ebbero dieci figli.

## Morte
Gainsborough morì il 10 giugno 1866, all'età di 84 anni, e gli successe il figlio del suo secondo matrimonio, Charles.

## Ascendenza
|                                       |                  |                                        | Genitori                                |  |  | Nonni |  |  | Bisnonni      |  |  | Trisnonni                           |  |
|                                       |                  |                                        |                                         |  |  |       |  |  | Anne Hamilton |  |  | James Hamilton, IV duca di Hamilton |  |
|                                       |                  |                                        |                                         |  |  |       |  |  | Anne Hamilton |  |  | James Hamilton, IV duca di Hamilton |  |
|                                       |                  | Elizabeth Gerard                       |                                         |  |  |       |  |  | Anne Hamilton |  |  |                                     |  |
| Gerard Anne Edwardes                  |                  |                                        |                                         |  |  |       |  |  | Anne Hamilton |  |  |                                     |  |
|                                       |                  | Mary Edwardes                          | Francis Edwardes                        |  |  |       |  |  |               |  |  |                                     |  |
|                                       |                  | Mary Edwardes                          | Francis Edwardes                        |  |  |       |  |  |               |  |  |                                     |  |
|                                       |                  | Mary Edwardes                          | Anna Margaretta Vernatti                |  |  |       |  |  |               |  |  |                                     |  |
| Gerard Noel, I baronetto              |                  | Mary Edwardes                          |                                         |  |  |       |  |  |               |  |  |                                     |  |
|                                       |                  | Baptist Noel, IV conte di Gainsborough | Baptist Noel, III conte di Gainsborough |  |  |       |  |  |               |  |  |                                     |  |
|                                       |                  | Baptist Noel, IV conte di Gainsborough | Baptist Noel, III conte di Gainsborough |  |  |       |  |  |               |  |  |                                     |  |
|                                       |                  | Baptist Noel, IV conte di Gainsborough | Dorothy Manners                         |  |  |       |  |  |               |  |  |                                     |  |
| Jane Noel                             |                  | Baptist Noel, IV conte di Gainsborough |                                         |  |  |       |  |  |               |  |  |                                     |  |
|                                       |                  | Elizabeth Chapman                      | Christopher Chapman                     |  |  |       |  |  |               |  |  |                                     |  |
|                                       |                  | Elizabeth Chapman                      | Christopher Chapman                     |  |  |       |  |  |               |  |  |                                     |  |
|                                       |                  | Elizabeth Chapman                      | …                                       |  |  |       |  |  |               |  |  |                                     |  |
| Charles Noel, I conte di Gainsborough |                  | Elizabeth Chapman                      |                                         |  |  |       |  |  |               |  |  |                                     |  |
|                                       | Robert Middleton | George Middleton                       |                                         |  |  |       |  |  |               |  |  |                                     |  |
|                                       | Robert Middleton | George Middleton                       |                                         |  |  |       |  |  |               |  |  |                                     |  |
|                                       | Robert Middleton | Janet Gordon                           |                                         |  |  |       |  |  |               |  |  |                                     |  |
| Charles Middleton, I barone Barham    | Robert Middleton |                                        |                                         |  |  |       |  |  |               |  |  |                                     |  |
|                                       |                  | Helen Dundas                           | Charles Dundas                          |  |  |       |  |  |               |  |  |                                     |  |
|                                       |                  | Helen Dundas                           | Charles Dundas                          |  |  |       |  |  |               |  |  |                                     |  |
|                                       |                  | Helen Dundas                           | Helen Dundas                            |  |  |       |  |  |               |  |  |                                     |  |
| Diana Middleton, II baronessa Barham  |                  | Helen Dundas                           |                                         |  |  |       |  |  |               |  |  |                                     |  |
|                                       |                  | James Gambier                          | Nicholas Gambier                        |  |  |       |  |  |               |  |  |                                     |  |
|                                       |                  | James Gambier                          | Nicholas Gambier                        |  |  |       |  |  |               |  |  |                                     |  |
|                                       |                  | James Gambier                          | Esther Lehemp                           |  |  |       |  |  |               |  |  |                                     |  |
| Margaret Gambier                      |                  | James Gambier                          |                                         |  |  |       |  |  |               |  |  |                                     |  |
|                                       |                  | Mary Mead                              | Robert Mead                             |  |  |       |  |  |               |  |  |                                     |  |
|                                       |                  | Mary Mead                              | Robert Mead                             |  |  |       |  |  |               |  |  |                                     |  |
|                                       |                  | Mary Mead                              | Mary Gideon                             |  |  |       |  |  |               |  |  |                                     |  |
|                                       |                  | Mary Mead                              |                                         |  |  |       |  |  |               |  |  |                                     |  |